# Bernard Barresi
Pour les articles homonymes, voir Baresi.
Bernard Barresi est un criminel français, né le 17 novembre 1962 à Toulon. Braqueur et membre d'une fratrie de trois frères, les Barresi, connus dans le milieu varois et corso-marseillais, il a été condamné à 10 ans de prison en 2014 puis à dix-huit mois de prison en mars 2021.

## Parcours
Bernard Barresi, qui n'était connu jusque-là que pour une simple amende à la suite d'une rixe, aurait participé le 1er mars 1990 à Mulhouse au braquage d'un fourgon blindé de l'agence alsacienne de la Banque de France sur l'autoroute A36. L'équipe de braqueurs s'empare ce jour-là de 33,7 millions de francs. Alors que deux de ses complices sont interpellés, Bernard Barresi aurait réussi à prendre la fuite avant que la police ne l'arrête. Le jour du verdict, qui a lieu le 28 novembre 1994 devant la cour d'assises de Colmar, Barresi est condamné par contumace à 20 ans de réclusion criminelle pour "vol à main armée et association de malfaiteurs".
Durant ses années de cavale, Barresi est soupçonné d'avoir recyclé l'argent du braquage dans des affaires légales, et d'avoir pris du poids au sein du milieu marseillais des machines à sous.
Barresi est finalement interpellé le 6 juin 2010 à Juan-les-Pins dans le cadre d'un vaste coup de filet de la police judiciaire marseillaise dans le milieu. Il était recherché depuis près de 20 ans. Son procès s'ouvre deux ans plus tard à Colmar.
Le 30 mars 2012, Bernard Barresi est acquitté par la cour d'assises du Haut-Rhin pour sa participation à l'attaque du fourgon blindé en 1990 mais deux ans plus tard, il est finalement condamné, pour la même affaire, devant la cour d'appel de Nancy, à une peine de dix ans de prison. Il a toujours nié la participation à ce hold-up. Puis en mars 2021, il est condamné à dix-huit mois de prison, dont huit avec sursis, et 20.000 euros d’amende par le tribunal correctionnel de Marseille pour le blanchiment d'une partie du butin de cinq millions d’euros issu de ce braquage de fourgon. Ces dix mois de prison ferme pourront être exécutés sous la forme d’un bracelet électronique à domicile.